# تسويق النيكوتين
التسويق للنيكوتين هو تسويق المنتجات الحاوية على النيكوتين أو استخدامها. تقليديًا، تسوّق صناعة التبغ لتدخين السجائر، لكنها تسوق بشكل متزايد لمنتجات أخرى، مثل السجائر الإلكترونية ومنتجات التبغ المسخن. يتم التسويق للمنتجات من خلال وسائل التواصل الاجتماعي والتسويق الخفي ووسائل الإعلام والرعاية التجارية (خاصةً للأحداث الرياضية). تبلغ النفقات على تسويق النيكوتين عشرات مليارات الدولارت سنويًا؛ وفي الولايات المتحدة وحدها، تجاوز الإنفاق التسويقي مليون دولار أمريكي في الساعة في عام 2016؛ وفي عام 2003، بلغ الإنفاق التسويقي الفردي 290 دولارًا لكل مدخن بالغ، أو 45 دولارًا لكل فرد. يتم تنظيم تسويق النيكوتين بشكل متزايد؛ وتعتبر بعض أشكال إعلانات النيكوتين محظورة في العديد من البلدان. توصي منظمة الصحة العالمية بفرض حظر شامل على إعلانات التبغ.

## التأثيرات
وُثقت فعالية التسويق للتبغ في زيادة استهلاك منتجات التبغ على نطاق واسع. تؤدي الإعلانات إلى إدمان أشخاص جدد، غالبًا القاصرين. تعيق الإعلانات أيضًا المدخنين عن الإقلاع عن التدخين. يبلغ الإعلان ذروته في شهر يناير، عندما يحاول معظم الناس الإقلاع عن التدخين، رغم أن معظم الناس يبدؤون بالتدخين في الصيف.
كثيرًا ما ادعت صناعة التبغ أن الإعلانات تدور حول «تفضيل العلامة التجارية» فقط، ما يشجع المدخنين الحاليين على تغيير علامتهم التجارية (الماركة) والالتزام بالجديدة. مع ذلك، هناك أدلة قوية على أن الإعلانات تجعل الأفراد مدمنين ومستمرين في إدمانهم.
يستخدم التسويق أيضًا لمعارضة تنظيم تسويق النيكوتين وتدابير مكافحة التبغ الأخرى، بشكل مباشر وغير مباشر، مثلًا، عبر تحسين صورة صناعة النيكوتين وتقليل النقد من الشباب وفئات المجتمع. يتم الإعلان عن رعاية الفعاليات الخيرية والرياضية (تصل تكلفة الدعاية إلى عشرة أضعاف تكلفة الحدث المعلن عنه)، ما يصور الصناعة وكأنها تشارك بنشاطات تهم الجمهور المستهدف. يستخدم التسويق أيضًا لتطبيع الصناعة («مجرد شركة أخرى ضمن قائمة فورتشين 500، «أكثر من شركة تبغ»). أخيرًا، يُستخدم التسويق لإعطاء الانطباع بأن شركات النيكوتين مسؤولة، «واضحة وصريحة». يتم ذلك من خلال التركيز على القرارات الواعية وحملات «مكافحة تدخين المراهقين»، رغم انتقاد مثل هذه الإعلانات باعتبارها ذات نتائج عكسية (تسبب المزيد من التدخين) من قبل مجموعات مستقلة.
تعتبر المجلات، وليس الصحف، التي تحصل على عائدات من إعلانات النيكوتين أقل عرضة لنشر قصص تنتقد منتجات النيكوتين. تُظهر المستندات الداخلية أيضًا أن الصناعة استخدمت نفوذها مع وسائل الإعلام لصياغة عملية تغطية الأخبار، مثل قرار عدم فرض تحذيرات صحية على عبوات السجائر أو مناقشة قيود الإعلان.
يستخدم التسويق المضاد أيضًا، غالبًا من قبل مجموعات الصحة العامة والحكومات. يصف هذا النوع من التسويق إدمان النيكوتين والآثار الصحية لاستهلاكه بشكل عام، بسبب كون هذه الموضوعات مفقودة من أساليب التسويق المؤيد للتبغ.
وفقًا لدراسة أجريت عام 2019، أدى الإعلان التلفزيوني عن التبغ إلى «زيادة عدد المدخنين من السكان بنسبة 5-15 نقطة مئوية، ما أدى إلى توليد نحو 11 مليون مدخن إضافي بين عامي 1946 و1970».

### تقنيات التنظيم والتهرب
تتزايد إجراءات تنظيم تسويق النيكوتين كونه يضر بالصحة العامة.
عادةً ما تنقل قيود الإعلانات الإنفاق التسويقي إلى وسائل الإعلام غير المقيدة. تنتقل الإعلانات المحظورة على التلفاز إلى الطباعة؛ وتنتقل الإعلانات المحظورة في جميع وسائل الإعلام التقليدية إلى الرعاية؛ وتنتقل الإعلانات المحظورة داخل داخل المتجر إلى العملاء الشرك (غير المعلنين) ومحتوى الإعلانات المرعية عبر الإنترنت والتسويق الفيروسي وتقنيات تسويق خفية أخرى. على عكس الإعلانات التقليدية، لا يُنسب التسويق الخفي علانيةً إلى المنظمة التي تقف وراءه. يحيد ذلك قلة الثقة في شركات التبغ، المنتشر بين الأطفال والمراهقين الذين يمدون الصناعة بمعظم المدمنين الجدد.
هناك طريقة أخرى للتهرب من القيود وهي بيع منتجات النيكوتين الأقل خضوعًا للتنظيم بدلًا من تلك التي يتم تنظيم الإعلانات الخاصة بها بشكل أكبر. مثلًا، تعد الإعلانات التلفزيونية عن السجائر محظورة في الولايات المتحدة، لكن الإعلانات التلفزيونية المماثلة عن السجائر الإلكترونية ليست كذلك.
عادةً ما تُحظر الوسائط الأكثر فعالية أولًا، ما يعني أن المعلنين يصبحون بحاجة إلى إنفاق المزيد من الأموال لجذب نفس العدد من الأشخاص ليصبحوا مدمنين. قد يجعل الحظر الشامل استبدال أشكال الإعلان بأخرى بشكل فعال أمرًا مستحيلًا، ما يؤدي إلى انخفاض فعلي في الاستهلاك. مع ذلك، يمكن أن يؤدي الاستخدام الماهر للوسائط المسموح بها إلى زيادة عرض الإعلانات؛ فاعتبارًا من عام 2018، تتزايد مشاهدة الأطفال في الولايات المتحدة لإعلانات النيكوتين.

## الأهداف

### المدخنون غير الراغبين: الاحتفاظ بالعملاء
وسطيًا، يبدأ الأفراد بالتدخين في سن المراهقة ويقومون بأكثر من 30 محاولة للإقلاع عن التدخين، بمعدل محاولة واحدة في السنة تقريبًا، قبل التخلص من إدمان النيكوتين في الأربعينيات أو الخمسينيات من العمر. يقول معظمهم إنهم يشعرون بالإدمان، ويشعرون بالبؤس والاشمئزاز من عدم قدرتهم على الإقلاع (في الاستطلاعات، نسبة 71-91% يندمون لأنهم بدؤوا بالتدخين، وأكثر من 80% يعتزمون الإقلاع، ونحو 15% يخططون للإقلاع في غضون الشهر المقبل). تطلق الصناعة على هذه المجموعة اسم «المدخنون القلقون» وتسعى للاحتفاظ بهم كعملاء. تتضمن تقنيات خفض معدل الإقلاع عن التدخين ثنيهم عن الرغبة في الإقلاع وتقديم منتجات غير ذات فائدة تساعدهم على الشعور بالسيطرة على عادتهم. مثلًا، يؤدي التقليل من شأن مخاطر التدخين وتشجيعهم على الاعتزاز بالتدخين كهوية، إلى انخفاض الرغبة في الإقلاع عن التدخين.
قد يسبب الإيحاء بأن المدمنين يمكن أن يقللوا من مخاطر التدخين عن طريق اختيار الانتقال إلى منتج آخر (يحمل علامة تجارية تشير إلى أنه أقل ضررًا أو إدمانًا) نقص التنافر المعرفي لديهم وشعورهم بفقدان السيطرة، دون تقديم أي طريقة لتحسين صحتهم. يعتبر الانتقال إلى منتج آخر يُعتزم أنه أقل ضررًا أو تسببًا للإدمان («خفيفة»، «منخفضة القطران»، «مفلترة»، إلخ.)، أمرًا غير مجدٍ من حيث تخفيف الآثار الصحية.

### الشباب: عملاء جدد
تغير الجمهور المستهدف لإعلانات التبغ على مر السنين، مع استهداف بعض العلامات التجارية بشكل خاص لفئة ديموغرافية معينة. وفقًا لشركة رينولدز أميريكان، تشكلت حملة جو كاميل في الولايات المتحدة للإعلان عن علامة كاميل التجارية للمدخنين من الشباب. وصف أصحاب الدعوات الجماعية والسياسيون صور جو كاميل بأنها «رسوم متحركة» تهدف إلى الإعلان عن المنتج للأشخاص الذين تقل أعمارهم عن السن القانوني للتدخين. أوقفت حملة كاميل في 10 يوليو عام 1997، تحت ضغط مختلف الجماعات المناهضة للتدخين ولجنة التجارة الفيدرالية والكونغرس الأمريكي.